# Striganovia
Striganovia is een geslacht van kevers uit de familie bladkevers (Chrysomelidae).
De wetenschappelijke naam van het geslacht werd in 2002 gepubliceerd door Medvedev.

## Soorten
- Striganovia mirabilis Medvedev, 2002